# Потерянные в Мюнхене
«Потерянные в Мюнхене» (чеш. Ztraceni v Mnichově) — художественный фильм режиссёра Петра Зеленки, который показывает провалившиеся съёмки вымышленного фильма, как аллегорию Мюнхенского кризиса. Сценарий фильма был навеян эссе историка Яна Тесаржа «Мюнхенский комплекс» и документальным фильмом «Потерянные в Ла Манче» режиссёра Терри Гиллиама.
Название ленты ссылается на Мюнхенское соглашение, по которому французский и британский премьер-министры позволили Германии аннексировать Судетскую область Чехии.
Мировая премьера ленты состоялась 8 октября 2015 года на Лондонском кинофестивале.
Фильм был выдвинут Чехией на премию «Оскар» за лучший фильм на иностранном языке.

## Сюжет
Большая часть кинокартины задумана как вымышленный документальный фильм о проблемных съемках первого получаса фильма «Потерянные в Мюнхене», в котором показывается история журналиста-неудачника Пола и его дружбы со старым попугаем, принадлежащим Эдуару Даладье, который до сих пор помнит и произносит некоторые фразы его бывшего хозяина времен Мюнхенского кризиса. Однако съемки не проходят гладко из-за целого ряда осложнений, особенно когда выясняется, что у актера в главной роли (Мартин Мышичка) аллергия на Мюнхенскую тему, и почти в каждый день съемок он появляется на съемочной площадке опухшим или с сыпью на коже. С помощью книги Яна Тесаржа он и режиссер (Томаш Бамбушек) раскрывают «правду» о природе Мюнхенской травмы, которая преследует его семью и весь чешский народ.
Но фильму также угрожают финансовые проблемы, и эта сюжетная линия является прямой аллегорией «Мюнхенского предательства»: продюсер снятого фильма Криштоф (аллегория Бенеша) для получения необходимого финансирования и субсидий уверяет всех в предполагаемом участии французских партнёров и надеется на гарантии. На самом деле кино снимали в долг. Когда его план терпит неудачу, он ложно обвиняет в неудаче и финансовом крахе «французское предательства», и гнев нанятого персонала обращается против французских членов съемочной группы. Фильм завершается смертью одного из французских актёров. Эта трагедия скрывает все остальные неудачи и даёт возможность создать легенду о великом кино, которое не состоялось только лишь из-за неожиданной смерти актера.

## В ролях
| Актёр            | Роль                       |
| ---------------- | -------------------------- |
| Попугай Чарли    | Чарли                      |
| Мартин Мышичка   | Павел Лием, Мартин Мышичка |
| Томаш Бамбушек   | режиссер, Томаш Бамбушек   |
| Яна Плодкова     | секретарша Яна             |
| Житка Шнейдерова | Дана                       |
| Марек Тацлик     | Марек Тацлик               |

## Награды
| Год  | Кинофестиваль        | Категория                    | Имя                    | Результат |
| ---- | -------------------- | ---------------------------- | ---------------------- | --------- |
| 2016 | Премия «Чешский лев» | Лучший фильм                 | «Потерянные в Мюнхене» | Номинация |
| 2016 | Премия «Чешский лев» | Лучший режиссёр              | Петр Зеленка           | Номинация |
| 2016 | Премия «Чешский лев» | Лучший сценарий              | Петр Зеленка           | Победа    |
| 2016 | Премия «Чешский лев» | Лучший актёр                 | Мартин Мышичка         | Номинация |
| 2016 | Премия «Чешский лев» | Лучшая актриса               | Яна Плодкова           | Номинация |
| 2016 | Премия «Чешский лев» | Лучший актёр второго плана   | Марек Тацлик           | Номинация |
| 2016 | Премия «Чешский лев» | Лучший актёр второго плана   | Томаш Бамбушек         | Номинация |
| 2016 | Премия «Чешский лев» | Лучшая актриса второго плана | Житка Шнейдерова       | Номинация |
| 2016 | Премия «Чешский лев» | Лучший звук                  | Михал Голубец          | Номинация |